# جی‌تی‌ای: وایس سیتی
اتومبیل‌دزدی بزرگ: وایس سیتی (انگلیسی: Grand Theft Auto: Vice City) یک بازی اکشن-ماجراجویی در سال ۲۰۰۲ است که توسط راک‌استار نورث توسعه یافته و توسط راک‌استار گیمز منتشر شده است.این بازی، چهارمین بازی اصلی از سری داستان‌های اتومبیل‌دزدی بزرگ است. داستان این بازی در سال ۱۹۸۶ و در شهر خیالی وایس سیتی (بر اساس شهر میامی و ساحل میامی) رخ می‌دهد و تامی ورستی، شخصیت اصلی داستان را پس از آزادی از زندان دنبال می‌کند. او پس از اینکه در یک معامله مواد مخدر، مورد حمله غافلگیرانه قرار می‌گیرد، به دنبال عاملان حمله می‌گردد. تامی در همین حال، امپراتوری جرائم خود را گسترش می‌دهد.
بازی از نمای شخص سوم انجام می‌شود و جهان آن از طریق راه‌رفتن یا وسایل نقلیه قابل کاوش است. طراحی جهان باز به کاربران اجازه می‌دهد که به هر نقطه مدنظر در شهر وایس سیتی که از دو جزیره اصلی تشکیل شده است، بروند. داستان بازی براساس افراد و اتفاقات واقعی در میامی در دهه ۱۹۸۰ میلادی است؛ مثل موتورسواران یاغی، باندهای خلافکار کوبایی و اهل هائیتی، همه‌گیری کراک، سردسته‌های مواد مخدر و غلبه گلم متال. این بازی همچنین از فیلم و سریال‌های این دوره همچون صورت‌زخمی و میامی وایس تأثیر پذیرفته است. بیشتر بخش توسعه این بازی صرف تطابق الهام و دوره زمانی شده است؛ تیم توسعه در هنگام ساختن جهان بازی، تحقیقات میدانی گسترده‌ای در میامی انجام دادند. اتومبیل‌دزدی بزرگ: وایس سیتی در اکتبر ۲۰۰۲ برای پلی استیشن ۲، در مه ۲۰۰۳ برای ویندوز و در اکتبر ۲۰۰۳ برای اکس‌باکس منتشر شد.
وایس سیتی پس از انتشار به‌دلیل موسیقی، گیم‌پلی و طراحی جهان باز مورد استقبال منتقدان قرار گرفت. اگرچه این بازی همچنین به‌دلیل نحوه نمایش خشونت و گروه‌های نژادی بحث‌برانگیز شد و اعتراضات و شکایاتی را رقم زد. وایس سیتی پرفروش‌ترین بازی سال ۲۰۰۲ شد و تاکنون بیش از ۱۷٫۵ میلیون نسخه از آن به فروش رسیده است. این بازی که به عنوان یکی از چشمگیرترین بازی‌های نسل ششم درنظر گرفته می‌شود و از سوی یوروگیمر، فرهنگستان ملی داوران تجارت بازی ویدئویی، جایزه اهرمک طلایی و گیم اینفورمر، عنوان «بهترین بازی سال» را کسب کرده است. وایس سیتی پس از انتشار اولیه، برای پلت‌فرم‌های دیگر هم توسعه یافت. نسخه بهبودیافته این بازی در سال ۲۰۱۲ به پاسداشت دهمین سال انتشار آن، برای گوشی‌های موبایل عرضه شد. قسمت بعدی بازی جی‌تی‌ای به نام اتومبیل‌دزدی بزرگ: سن آندریاس انتشار یافت. همچنین در سال ۲۰۰۶ پیش‌درآمدی بر داستان وایس سیتی، به نام اتومبیل‌دزدی بزرگ: ماجراهای وایس سیتی انتشار یافت.

## گیم‌پلی
اتومبیل دزدی بزرگ وایس سیتی : یک بازی اکشن-ماجراجویی است که از نمای شخص سوم بازی می‌شود. کاربر، تامی ورستی را کنترل و ماموریت‌ها را تکمیل می‌کند، تا داستان به پیش برود. ماموریت‌های بازی، سناریوهایی خطی با اهداف مشخص هستند. به‌دلیل این‌که برخی ماموریت‌ها نیاز به وقایع یا راهنمایی بیشتر دارند، ممکن است چند مأموریت همزمان در جریان باشد. همچنین گیمر می‌تواند به دلیل طراحی جهان باز، آزادانه در شهر گردش کند و توانایی آن را دارد که ماموریت‌های اختیاری مختلفی را به انجام برساند. جهان وایس سیتی که از دو جزیره اصلی و چندین منطقه کوچک تشکیل شده است، نسبت به نسخه‌های قبلی اتومبیل دزدی بزرگ، بسیار بزرگ‌تر است. آرون گربات، مدیر هنری بازی، تخمین می‌زند که محدوده وایس سیتی با اندازه ۴٫۲۵ میلیون متر مربع، حدوداً دو برابر محدوده اتومبیل دزدی بزرگ سه است. در ابتدای بازی، برخی مناطق قفل هستند و با پیشروی در داستان بازی، قفل آن‌ها باز می‌شود.

امکان سوارشدن و راندن موتور در وایس سیتی که در نسخه‌های قبل ممکن نبود.

بازیکن برای حرکت در بازی می‌تواند بدود، بپرد و وسایل نقلیه را براند. بازیکن برای درگیری با دشمنانش می‌تواند به‌صورت تن به تن و به وسیله سلاح‌ها و مواد منفجره اقدام کند. سلاح‌هایی مثل کلت پایتون، مسلسل ام۶۰ و مینی‌گان در این بازی قابل استفاده هستند. محیط سه‌بعدی بازی اجازه می‌دهد که کاربر هنگام استفاده از تفنگ تک‌تیراندازی یا موشک‌انداز وارد نمای اول شخص شود. همچنین کاربر می‌تواند هنگام رانندگی با جهت‌گیری به کنار تیراندازی کند. بازی به بازیکن اجازه می‌دهد که طیف گسترده‌ای از اسلحه را به کار گیرد؛ به وسیله خرید از فروشگاه اسلحه، یافتن روی زمین، گرفتن از دشمن کشته‌شده و یافتن در نقاط مختلف شهر.
هنگام درگیری با دشمن، استفاده از نشانه‌گیری خودکار می‌تواند کمک‌رسان باشد. وقتی که کاربر آسیب می‌بیند، نشان‌سنج سلامت او کاهش می‌یابد. نشان‌سنج مذکور به‌وسیله بسته‌های سلامت به‌طور کامل قابل بازیابی است.
هنگامی که کاربر توسط پلیس تحت تعقیب باشد و اگر پلیس کاربر را دستگیر کند تمام اسلحه‌های کاربر از آن گرفته شده و در اداره پلیس باز ظاهر می‌شود و اما هنگامی‌که جان کاربر کاملاً به‌پایان می‌رسد، بازی متوقف شده و کاربر با ازدست‌دادن بخشی از پول خود، در نزدیک‌ترین بیمارستان بازظاهر می‌شود.

## داستان
تامی ورستی سربازی خوب در خانوادهٔ فورلی، یک گروه جنایتکار سازمان یافته در شهر وایس سیتی  است. در سال ۱۹۷۱ رئیس این باند مافیایی، «سانی فورلی»، تامی را برای کشتن یک نفر می‌فرستد ولی او در آنجا توسط ۱۱ نفر محاصره می‌شود. او هر ۱۱ نفر را می‌کشد و برای قتل‌عام بی رحمانه‌اش به وی لقب «قصاب هاروُد» را می‌دهند. اما تامی بعد از آن دستگیر شده و ۱۵ سال زندان برایش رقم زده می‌شود، در حالی که نمی‌داند چه کسی قاتلین را فرستاده است.
خانوادهٔ فورلی تصمیم به پیشرفت مواد فروشی خود در وایس سیتی می گیرند، در حالی که تامی از زندان آزاد می‌شود و سانی فورلی نمی‌خواهد که تامی مزاحم او بشود؛ بنابراین بلافاصله بعد از اینکه وی در سال ۱۹۸۶ از زندان آزاد شد او را برای ملاقات یک وکیل به نام  کن روزنبرگ به وایس سیتی می‌فرستد تا با خانوادهٔ ونس، ویکتور و لنس، معاملهٔ کوکائین کنند. نقشهٔ سانی فورلی این است که وقتی تامی در وایس سیتی به نوایی رسید، وی را از بین ببرد و تجارت وی را خود در دست بگیرد.
در حال معامله لنس و ویکتور با تامی توسط یکی از باندهای اوباش محاصره می‌شود و همراهان تامی، هری و لی به همراه ویکتور ونس (برادر لنس) کشته می‌شوند. تامی به طرز معجزه آسایی از مهلکه می‌گریزد اما او مجبور به ترک مواد و پول‌ها در محل معامله می‌شود. وقتی که وی جریان را برای سانی  فورلی تعریف می‌کند، او عصبی می‌شود و وی را تهدید می‌کند اما تامی قول می‌دهد که پول‌ها و مواد را پس گرفته، و مسئول این محاصره را پیدا کند. داستان اصلی بازی وقتی شروع می‌شود که تامی با لنس ونس ملاقات کرده، و تصمیم همکاری با هم را می‌گیرند.
تامی در این هنگام چون با شهر وایس سیتی آشنایی ندارد، از کن روزنبرگ در مراحل اول کمک می‌گیرد و به دنبال مواد مخدر و پول‌های از دست رفته می‌گردند و بعد از آشنا شدن با چند نفر بالاخره متوجه می‌شود سرش کلاه رفته و دیاز که قصد کشتن دوست تامی لنس ونس را داشته بود تصمیم می‌گیرد همراه با لنس دیاز را بکشد و این کار را انجام می‌دهد و عمارت دیاز را صاحب می‌شود.
او به سرعت در حال استوار کردن پای خود در وایس سیتی مشغول می‌شود مانند خریدن اسکله و استودیو فیلم و کارخانه چاپ پول و دنس کلاب و … و بعد از دست و پا کردن افراد مختلف تصمیم می‌گیرد به بانک دستبرد بزند و بعد از آن سانی متوجه این می‌شود که دیگر نمی‌تواند با وجود تامی کار خرید و فروش مواد را در وایس سیتی ادامه دهد. او به سرعت به لنس پیشنهاد جایگاهی که تامی در آن قرار دارد را می‌دهد و لنس قبول می‌کند.
در آخر  سانی با افرادش وارد عمارت تامی می‌شوند تا پولی که تامی به آن‌ها بدهکار بود را بگیرد (سه میلیون دلار) و تامی می‌فهمد که لنس هم به آن‌ها پیوسته است. تامی به تنهایی تمام افراد سانی و همچنین خود لنس و سانی را می‌کشد. در آخر تنها دوستی که برای تامی از اول تا آخر ماند همان وکیلی بود که وایس سیتی را با او آشنا کرد؛ یعنی کن روزنبرگ.

## توسعه
تیم اصلی ۵۰ نفره راک‌استار نورث، توسعه هجده‌ماهه اتومبیل دزدی بزرگ: وایس سیتی را رهبری کرد. تولید کامل در اواخر سال ۲۰۰۱ آغاز شد، زیرا اتومبیل دزدی بزرگ ۳ نزدیک به اتمام بود؛ در حالی که توسعه اولیه فقط شامل ایجاد مدل‌های سه بعدی بود، سم هوسر، تهیه‌کننده اجرایی، گفت: «واقعاً در آغاز سال ۲۰۰۲ شروع شد» و حدود ۹ ماه به طول انجامید. پس از انتشار نسخه ویندوزی اتومبیل دزدی بزرگ ۳، تیم توسعه دربارهٔ ایجاد یک بسته مأموریتی برای بازی که سلاح‌ها، وسایل نقلیه و ماموریت‌های جدیدی را اضافه می‌کند، بحث کردند. پس از بحث بیشتر، تیم تصمیم گرفت این مفهوم را به یک بازی مستقل تبدیل کند که به وایس سیتی تبدیل شد. این بازی در ۲۲ می ۲۰۰۲، در نمایشگاه سرگرمی الکترونیکی اعلام شد. این بازی گران‌ترین بازی راک استار نورث در آن زمان با بودجه ۵ میلیون دلاری بود. در ۵ سپتامبر ۲۰۰۲، شرکت اعلام کرد که تاریخ انتشار ۲۲ اکتبر به ۲۹ اکتبر به تعویق افتاد تا تقاضای محصول را برآورده کند. در ۱۵ اکتبر ۲۰۰۲، توسعه وایس سیتی متوقف شد زیرا بازی برای ساخت ارسال شد. در ۲۹ اکتبر ۲۰۰۲ در آمریکای شمالی و در ۸ نوامبر در اروپا برای پلی استیشن ۲ منتشر شد. کپ‌کام بازی را در ۲۰ می ۲۰۰۴ در ژاپن برای پلی استیشن ۲ و ویندوز منتشر کرد. این بازی در سپتامبر ۲۰۱۹ به لانچر راک استار گیم اضافه شد.

### جهان
این بازی در سال ۱۹۸۶ در وایس سیتی داستانی، که به شدت در شهر میامی است ظاهر شد. تیم توسعه تصمیم گرفت از مکان استفاده مجدد کند و ایده‌هایی را از داخل استودیو و پایگاه هواداران ترکیب کند. آنها می‌خواستند مکانی را طنز کنند که برخلاف شهر آزادی اتومبیل دزدی بزرگ ۳، امروزی نبود. تیم می‌خواست مکانی را انتخاب کند که شباهت‌ها و تفاوت‌های مختلفی با شهر نیویورک داشته باشد - الهام‌بخش شهر آزادی - در نهایت آنها را به میامی سوق داد، که لسلی بنزیه تهیه‌کننده آن را به عنوان "شهر مهمانی، سراسر خورشید و دریا و رابطه جنسی، اما با همان لبه تاریک زیر آن». سم هوسر آن را «محرمانه‌ترین دوران جنایت می‌داند، زیرا حتی احساس نمی‌کرد که این جنایت است… این یک دوره زمانی کاملاً بی‌معنا بود». این تیم قصد داشت تا وایس سیتی را به یک "شهر زنده و تنفسی" تبدیل کند، تا بازیکن احساس کند "زندگی هنوز ادامه دارد" در حالی که شخصیت در داخل یک ساختمان است.
ظاهر بازی، به ویژه لباس‌ها و وسایل نقلیه، منعکس کننده تنظیمات دهه ۱۹۸۰ آن است. بسیاری از مضامین از فیلم‌های اصلی صورت‌زخمی (۱۹۸۳) و راه کارلیتو (۱۹۹۳) الهام گرفته شده‌اند. مجموعه تلویزیونی میامی وایس (۱۹۸۴–۱۹۸۹) نیز تأثیر عمده ای داشت و به‌طور منظم توسط تیم در طول توسعه تماشا می‌شد. آرون گاربوت، کارگردان هنری، از این مجموعه به عنوان نقطه مرجع در ایجاد نورپردازی نئون استفاده کرد. در بازسازی یک محیط دهه ۱۹۸۰، تیم به دلیل فرهنگ متمایز دوره زمانی و آشنایی تیم با آن دوران، آن را «نسبتاً بدون درد» یافت. حجم زیادی از تحقیقات و همچنین عکس‌های مرجع از دیگر اعضای تیم توسعه به تیم هنری ارائه شد. این تیم مدت کوتاهی پس از توسعه اتومبیل دزدی بزرگ ۳، سفرهای تحقیقاتی میدانی را به میامی ترتیب داد و به تیم‌های کوچک تقسیم شد و خیابان‌ها را مشاهده کرد.

### داستان و شخصیت‌ها
تیم وقت خود را صرف «حل معمای» یک شخصیت سخنگو کرد، که یک جدایی قابل توجه از کلود قهرمان ساکت اتومبیل دزدی بزرگ ۳ بود. ری لیوتا نقش قهرمان داستان تامی ورسیتی را به تصویر کشیده است. لیوتا این نقش را چالش‌برانگیز توصیف کرد: «شما در حال خلق شخصیتی هستید که قبلاً وجود نداشته است… خیلی فشرده است». هنگام ضبط نقش، تیم از کروما کی استفاده کرد تا به لیوتا اجازه دهد «چگونه حرکت می‌کند» را تجسم کند. تیم اطمینان حاصل کرد که بازیکن احساس «وابستگی واقعی» به تامی می‌کند، و این روایت را به یک علاقه کلیدی توسعه تبدیل می‌کند. دن هوسر تامی را به عنوان «قوی و خطرناک و آماده منتظر ماندن فرصت مناسب برای رسیدن» توصیف کرد. نوید خوانساری، کارگردان، کار با لیوتا را گاهی دشوار می‌دانست. سم هوسر گفت: «در برخی از جلسات او … وارد آن می‌شد، اما گاهی اوقات … او بسیار تاریک بود و نمی‌توانست کار کند.»
اکثر انیمیشن‌های بازی اورجینال بودند و تنها تعدادی از آنها از اتومبیل دزدی بزرگ ۳ گرفته شده بودند. برای شخصیت‌ها، تیم از تکنیک‌های ضبط حرکت و استاپ موشن انیمیشن استفاده کرد. کات سین‌ها از اولی استفاده می‌کنند، در حالی که حرکات گیم پلی از ترکیبی از هر دو تکنیک استفاده می‌کنند. تیم در متحرک سازی انیمیشن‌های موتور سیکلت با مشکل مواجه شد که تا حدی به دلیل مدل‌های مختلف بود. مدل‌های شخصیت عابر پیاده از پوسته‌ها در وایس سیتی استفاده می‌کنند که به هنرمندان اجازه می‌دهد شخصیت‌های واقعی‌تری تولید کنند. ۱۱۰ مدل عابر پیاده منحصر به فرد در سراسر دنیای بازی در کنار تقریباً ۵۰ شخصیت داستانی وجود دارد. هر کاراکتر با استفاده از دو برابر تعداد چند ضلعی‌ها و بافت‌های موجود در اتومبیل دزدی بزرگ ۳ ارائه می‌شود. این همچنین بر فیزیک شخصیت تأثیر گذاشت و جنبه‌های گیم‌پلی مانند دقت ضربه‌های سلاح را بهبود بخشید. برخی از مدل‌ها و سناریوهای شخصیت از فیلم‌هایی مانند پدرخوانده (۱۹۷۲) الهام گرفته شده‌اند، و ارائه بازی از نمایش‌های تلویزیونی اکشن دهه ۱۹۸۰ الهام گرفته شده است. تعامل بین تامی ورسیتی و لنس ونس به گونه ای ساخته شده بود که شبیه رابطه سانی کراکت از میامی وایس و ریکاردو تابز باشد.

### طراحی صدا و تولید موسیقی
این بازی دارای ۸٬۰۰۰ خط دیالوگ ضبط شده است که چهار برابر مقدار بازی اتومبیل دزدی بزرگ ۳ است. این شامل بیش از ۹۰ دقیقه کات سین و نه ساعت موسیقی است، با بیش از ۱۱۳ آهنگ و تبلیغات. این تیم به چالش ایجاد موسیقی متن بازی علاقه‌مند بود، به ویژه بر خلاف موسیقی اتومبیل دزدی بزرگ ۳، که سم هوسر آن را به عنوان «به وضوح طنز و چیزهای خاص خود» توصیف کرد. در توسعه ایستگاه‌های رادیویی، تیم می‌خواست با جمع‌آوری آهنگ‌های مختلف از دهه ۱۹۸۰ محیط بازی را تقویت کند و بنابراین تحقیقات گسترده‌ای انجام داد. ایستگاه‌های رادیویی توسط اپیک رکوردز در هفت آلبوم منتشر شدند - که در مجموع به عنوان Grand Theft Auto: Vice City Official Soundtrack Box Set شناخته می‌شوند - در کنار بازی در اکتبر ۲۰۰۲. وایس سیتی تقریباً سه برابر بیشتر از اتومبیل دزدی بزرگ ۳ رادیو گفتگو دارد. لزلو جونز، تهیه‌کننده و مجری برنامه گفتگو اظهار داشت که درصد کمی از شنوندگان ایستگاهی که واقعاً تماس می‌گیرند «دیوانه» هستند. در وایس سیتی، تیم با تأکید بر روی انتهایی، «آن را یک درجه بالا برد». دن هوسر احساس می‌کرد که ایستگاه‌های گفتگو به دنیای بازی عمق می‌دهند.

## برخورد

### پاسخ انتقادی
اتومبیل دزدی بزرگ: وایس سیتی با تحسین منتقدان عرضه شد. متاکریتیک بر اساس ۶۲ بررسی، میانگین امتیاز ۹۵ از ۱۰۰ را محاسبه کرد که نشان دهنده "تحسین جهانی" است. این بازی بالاترین امتیاز متاکریتیک برای پلی استیشن ۲ در سال ۲۰۰۲، و پنجمین بازی پلی استیشن ۲ با رتبه برتر در کل است، که با تعدادی بازی دیگر برابری می‌کند. منتقدان صدا و موسیقی بازی را دوست داشتند، گیم پلی باز، و طراحی جهان باز، اگرچه برخی انتقادات به کنترل‌ها و مسائل فنی وارد شد. داگلاس پری از آی‌جی‌ان آن را "یکی از تاثیرگذارترین بازی‌های سال ۲۰۰۲" اعلام کرد، و ریموند پادیلا از گیم‌اسپای این تجربه را "عمیق، به طرز شیطانی لذت بخش و منحصر به فرد" نامید.
بررسی‌کنندگان عموماً این مأموریت‌ها را نسبت به اتومبیل دزدی بزرگ ۳ پیشرفت‌هایی در نظر می‌گرفتند، اگرچه برخی به ناهنجاری و ناامیدی گاه به گاه اشاره کردند. پری از IGN نوشت که ماموریت‌های بازی به بازیکن «احساس قوی تری از حضور در داستانی در دنیایی که واقعاً وجود دارد» می‌دهد. مت هلگسون از گیم اینفورمر مأموریت‌ها را پیچیده‌تر می‌دانست، و اسکات آلن ماریوت از AllGame احساس می‌کرد که در نتیجه خط داستانی بهبود یافته است. ماریوت همچنین دریافت که شخصیت اصلی تامی جذاب‌تر از کلود در اتومبیل دزدی بزرگ ۳ است.
طراحی جهان باز بازی توسط بازبینان مورد تحسین قرار گرفت، بسیاری از آنها احساس می‌کردند که حاوی جزئیات بیشتری است و نسبت به نسخه‌های قبلی خود زنده تر است. پادیلا از گیم اسپای مقایسه‌های مطلوبی را بین وایس سیتی و لیبرتی سیتی از اتومبیل دزدی بزرگ ۳ انجام داد و به سطح جزئیات قبلی اشاره کرد. بن سیلورمن از گیم‌رولوشن نوشت که عمق بازی «بی نظیر است»، واقع گرایی و جزئیات جهان را ستایش کرد، در حالی که ماریوت از AllGame «گستره جاه طلبانه در طراحی» را ستود.
ماریوت AllGame وایس سیتی را یک «تجربه شنیدن فراموش نشدنی» نامید، و پری از IGN موسیقی را به عنوان «مطلوب‌ترین فهرست آهنگ‌ها در یک بازی» اعلام کرد. بسیاری از بازبینان ایستگاه‌های رادیویی و رادیوی گفتگوی بازی را ستایش کردند، و احساس کردند که مجموعه‌ای از موسیقی‌های مجوزدار دهه ۱۹۸۰ بازی با لحن و دوره زمانی جهان مطابقت دارد. صداپیشگی نیز مورد تحسین قرار گرفت. سیلورمن از گیم رولوشن احساس می‌کرد که بازی به داستان اعتبار می‌بخشد.
بسیاری از منتقدان دریافتند که بازی تنوع وسایل نقلیه بهتری نسبت به اتومبیل دزدی بزرگ ۳ ارائه می‌کند، و کنترل آن‌ها را آسان‌تر می‌دانستند؛ گرستمن از گیم اسپات، رانندگی را «هیجان‌انگیزتر و خطرناک‌تر» نامید. و پری از IGN کنترل‌های موتور سیکلت را خوشایند یافت. علاوه بر هندلینگ وسیله نقلیه، بازبین‌ها به بهبودهایی در مکانیک هدف‌گیری و تیراندازی اشاره کردند، اگرچه هنوز مشکلاتی وجود دارد. هلگسون از گیم اینفورمر نوشت که «هدف‌گیری تا جایی بهبود می‌یابد که مبارزه در واقع می‌تواند سرگرم‌کننده باشد.»
برخی از بازبینان فاصله قرعه کشی بهبود یافته را نسبت به اتومبیل دزدی بزرگ ۳ تشخیص دادند، اگرچه بسیاری کاهش نرخ فریم را در طول سکانس‌های سخت‌افزاری شدید شناسایی کردند. تغییرات در مدل‌های شخصیت، بررسی‌ها را قطبی کرد. در حالی که پادیلا از گیم اسپای و پری از IGN به بهبود مدل‌های شخصیت اشاره کردند، تام برامول از یوروگیمر آن را «دیوانه‌کننده دانست که این شخصیت… مدل‌ها اصلاً هوشمند نشده‌اند». هوش مصنوعی و زمان‌های بارگذاری طولانی بازی اغلب در بررسی‌ها مورد انتقاد قرار می‌گرفت، و بسیاری از منتقدان به زوایای دوربین و محیط نامناسب در طول بازی اشاره کردند.

#### نسخه ویندوز
هنگامی که وایس سیتی در می ۲۰۰۳ برای ویندوز منتشر شد، مورد تحسین منتقدان مشابه قرار گرفت. متاکریتیک بر اساس ۳۰ بررسی، میانگین امتیاز ۹۴ از ۱۰۰ را محاسبه کرد که نشان دهنده «تحسین جهانی» است. این بازی بالاترین امتیاز ویندوز در متاکریتیک در سال ۲۰۰۳ بود. بازبین‌ها پیشرفت‌های بصری را دوست داشتند، و به‌طور کلی نسبت به بهبود کنترل مثبت بودند.
تصاویر پورت با واکنش مثبت بازبینان مواجه شد. مارک هوگلند از AllGame جزئیات بهبود یافته خودرو، بافت‌های محیطی و اثرات آب و هوا را ستود. سال آکاردو از گیم اسپای، بهبود فاصله قرعه کشی را ستایش کرد و مشکلات بافت بسیار کمی را شناسایی کرد. استیو باتز از IGN بر خلاف اتومبیل دزدی بزرگ ۳، نیازمندی‌های سیستم پورت را معقول دانست و زمان بارگذاری سریع‌تر را تحسین کرد. مارتین تیلور از یوروگیمر از تصاویری انتقاد کرد و اظهار داشت که رزولوشن‌های بالاتر «با کیفیت کلی بصری مهربان نیستند» و از الزامات سخت‌افزاری انتقاد کرد.
تغییرات کنترلی پورت به‌طور کلی با استقبال خوبی روبرو شد. اکثر بازبین‌ها دریافتند که مکانیک هدف‌گیری و تیراندازی با کنترل‌های ماوس و صفحه کلید بهبود می‌یابد؛ تیلور از یوروگیمر آنها را «به مراتب روان‌تر» نامید، و آرکاردو از گیم اسپای نوشت «به سادگی هیچ جایگزینی برای هدف‌گیری با ماوس وجود ندارد. با این حال، تغییرات کنترل رانندگی به‌طور گسترده مورد انتقاد قرار گرفت. هوگلند از AllGame متوجه شد که کنترل‌ها در طول زمان «بخشنده تر» هستند.

#### نسخه موبایل
هنگامی که وایس سیتی در دسامبر ۲۰۱۲ بر روی دستگاه‌های تلفن همراه منتشر شد، بررسی‌های «به‌طور کلی مطلوب» دریافت کرد. متاکریتیک میانگین امتیاز ۸۰ از ۱۰۰ را بر اساس ۱۹ بررسی محاسبه کرد. بازبین‌ها از جلوه‌های بصری پیشرفته خوششان آمد، اما انتقادها متوجه کنترل‌های صفحه لمسی بود.
تصاویر پورت با استقبال خوبی مواجه شد. کریس کارتر از دستراکتید احساس کرد که آنها «[مناسب] روکش‌های نئون و پاستلی درخشان هستند» و نوشت که «افکت‌های نورپردازی جدید و موتور صاف شده واقعاً به بازی اجازه می‌دهد تا مانند قبل از آن پاپ شود». جاستین دیویس از IGN مدل‌های به‌روز شده شخصیت، نورپردازی و بافت‌ها را ستایش کرد، و اریک فورد از Touch Arcade خاطرنشان کرد که «تصاویر بهبود یافته‌اند اما نه به شکلی شدید». NowGamer دریافت که صفحه نمایش تلفن همراه با وجود مشکلات بازی اصلی، لذت بصری بازی را بهبود می‌بخشد. تام هاگینز از تلگراف برخی از مشکلات را در مورد مدل‌های شخصیت شناسایی کرد، اما گفت: «شهر فوق‌العاده به نظر می‌رسد».

### تمجیدها
اتومبیل دزدی بزرگ: وایس سیتی چندین نامزدی و جوایز را از نشریات بازی دریافت کرد. این بازی نامزد شش جایزه در ششمین جوایز دستاوردهای تعاملی سالانه شد، که از این میان برنده بازی اکشن/ماجراجویی کنسولی سال شد؛ نامزد دریافت جایزه اکشن/ماجراجویی کامپیوتری در سال بعد شد. این اولین جایزه بازی‌های آکادمی بریتانیا را با هشت نامزدی و شش جایزه، از جمله بازی پلی‌استیشن ۲، بازی رایانه شخصی، بازی اکشن، طراحی، و صدا رهبری کرداین بازی به‌طور مشابه بهترین بازی پلی استیشن ۲ در جوایز گلدن جوی‌استیک و از Entertainment Weekly IGN و گیم اسپات نام گرفت و در جوایز گلدن جوی‌استیک جایزه معتبر نهایی بازی سال را دریافت کرد. گیم اسپات بهترین بازی اکشن/ماجراجویی، بهترین موسیقی، و بهترین گرافیک (فنی و هنری) را به آن اهدا کرد.IGN به آن جایزه بهترین بازی اکشن/ماجراجویی را اعطا کرد، و نایب قهرمان بازی منتخب خواننده سال شد.

## فروش
در عرض ۲۴ ساعت پس از انتشار، اتومبیل دزدی بزرگ: وایس سیتی بیش از ۵۰۰٬۰۰۰ نسخه فروخت. در عرض دو روز پس از انتشار، اتومبیل دزدی بزرگ: وایس سیتی ۱٫۴ میلیون نسخه فروخت و آن را به سریع‌ترین بازی تاریخ در آن زمان تبدیل کرد. این بازی پرفروش‌ترین بازی سال ۲۰۰۲ در ایالات متحده بود. تا جولای ۲۰۰۶، ۷ میلیون نسخه فروخت و تنها در ایالات متحده ۳۰۰ میلیون دلار درآمد داشت. نسل بعدی آن را به عنوان پرفروش‌ترین بازی راه‌اندازی شده برای پلی‌استیشن ۲، ایکس‌باکس یا گیم‌کیوب بین ژانویه ۲۰۰۰ و ژوئیه ۲۰۰۶ در آن کشور رتبه‌بندی کرد و از اتومبیل دزدی بزرگ ۳ و اتومبیل دزدی بزرگ:سن آندریاس عبور کرد. در فوریه ۲۰۰۵، به عنوان بخشی از گزینش بزرگ‌ترین بازدیدهای پلی استیشن، دوباره منتشر شد که نشان دهنده فروش بالا بود. در ژاپن، وایس سیتی حدود ۲۲۳٬۰۰۰ نسخه در هفته اول و بیش از ۴۱۰٬۰۰۰ نسخه تا ژانویه ۲۰۰۸ فروخت. این بازی جایزه «الماس» را در بریتانیا به دست آورد که نشان می‌دهد بیش از یک میلیون فروش داشته است. تا مارس ۲۰۰۸، این بازی ۱۷٫۵ میلیون نسخه در سراسر جهان فروخته بود که آن را به یکی از پرفروش‌ترین بازی‌های پلی استیشن ۲ تبدیل کرد.

## جنجال‌ها
مانند پیشینیان خود، وایس سیتی جنجال‌های زیادی را ایجاد کرد. این به عنوان خشونت و صریح برچسب گذاری شده است و توسط بسیاری از گروه‌های ذی‌نفوذ خاص بسیار بحث‌برانگیز در نظر گرفته می‌شود. پیتر هارتلاب از SFGate به «خشونت بی‌فکر» بازی اشاره کرد، اما آن را صرفاً به تلاش توسعه دهندگان برای دستیابی به دقت نسبت داد. جرمی پوپ، که روی بازی‌های مختلف راک استار از جمله وایس سیتی کار می‌کرد، قول داد که دیگر هرگز روی بازی‌های خشونت‌آمیز کار نکند، زیرا آنها در رسانه‌های جریان اصلی نمایش داده می‌شوند. در استرالیا، بازی از قبل ویرایش شد تا طبقه‌بندی MA15+ را دریافت کند؛ نسخه بدون سانسور در سال ۲۰۱۰ در منطقه منتشر شد و طبقه‌بندی خود را حفظ کرد.
در نوامبر ۲۰۰۳، شورای مراکز هائیتی و آمریکایی هائیتی برای حقوق بشر اعتراضی را در نیویورک برگزار کردند و علناً از این بازی انتقاد کردند و مدعی شدند که این بازی از بازیکن برای آسیب رساندن به مهاجران هائیتی دعوت می‌کند و ادعا می‌کند که هائیتی‌ها را به عنوان «اراذل، دزد و فروشندگان مواد مخدر» به تصویر می‌کشد. در پاسخ، راک استار با انتشار بیانیه‌ای مطبوعاتی ضمن عذرخواهی و اذعان به این نگرانی، اصرار داشت که خشونت باید در چارچوب بازی گرفته شود، که همچنین حاوی خشونت علیه سایر گروه‌های قومی است. هنگامی که مایکل بلومبرگ، شهردار نیویورک، توزیع کننده تیک-تو اینتراکتیو را به اقدام قانونی تهدید کرد، شرکت عذرخواهی کرد و اظهارات توهین آمیز را از نسخه‌های بعدی بازی حذف کرد. در ژانویه ۲۰۰۴، اکثریت شورای هائیتی-آمریکایی شمال میامی، حکمی را برای ممنوعیت فروش یا اجاره بازی‌های خشونت‌آمیز به افراد زیر ۱۸ سال بدون اجازه والدین ارائه کرد. این پیشنهاد که ظاهراً توسط وایس سیتی جرقه زده شد، توسط شهردار شمالی میامی، یوسفات سلستین، حمایت شد، که اظهار داشت: «ما معتقد نیستیم که متمم اول برای محافظت از کسانی که می‌خواهند خشونت را تحریک کنند، نوشته شده است». این پرونده بعداً از دادگاه فدرال به دادگاه ایالتی تنزل یافت.
در ۷ ژوئن ۲۰۰۳، دوین مور ۱۸ ساله دو افسر پلیس آلابامیایی و یک مأمور پلیس آلابامیایی را قبل از فرار با خودروی گشتی به ضرب گلوله کشت. او بعداً دستگیر شد. مور در اظهارات خود به پلیس گفته است: «زندگی مانند یک بازی ویدئویی است. همه باید زمانی بمیرند». شکایتی به ارزش ۶۰۰ میلیون دلار علیه راک استار گیم، Take-Two Interactive، سونی اینتراکتیو انترتینمنت، گیم استاپ و وال مارت تشکیل شد که مدعی شد مور مکرراً وایس سیتی را بازی می‌کند و تجربه او در این بازی او را به ارتکاب جنایات سوق داده است. وکیل شاکیان، جک تامپسون، ادعا کرد که ماهیت گرافیکی بازی باعث شد مور دست به قتل بزند. تامپسون در نوامبر ۲۰۰۵ پس از بررسی دقیق قاضی به دلیل رفتار غیرحرفه ای، خود را از پرونده استریکلند علیه سونی حذف کرد. در مارس ۲۰۰۶، دیوان عالی درخواست تجدیدنظر متهمان برای رد پرونده را رد کرد.
در سپتامبر ۲۰۰۶، تامپسون شکایت دیگری به ارزش ۶۰۰ میلیون دلار علیه کودی پوزی، راک استار گیمز، Take-Two Interactive و Sony Computer Entertainment مطرح کرد. این دادخواست ادعا کرد که پوزی ۱۴ ساله قبل از قتل پدر، نامادری و خواهر ناتنی خود در مزرعه ای در شهرستان لینکلن، نیومکزیکو، این بازی را با وسواس بازی کرده است. تیم دفاعی پوزی استدلال می‌کرد که او توسط پدرش مورد آزار قرار گرفته است و در زمان قتل‌ها زلفت را می‌گرفت. دعوی ادعا می‌کرد که اگر پوزی با وسواس در نقش معاون شهر بازی نمی‌کرد، قتل‌ها اتفاق نمی‌افتاد. این پرونده در دسامبر ۲۰۰۷ منتفی شد، زیرا نیومکزیکو هیچ صلاحیتی بر سونی یا Take-Two نداشت.
در ژوئیه ۲۰۱۷، شبکه خوانندگان روانی (PRN) از راک استار به خاطر شخصیتی به نام عمه پولت شکایت کرد و به شباهت بین شخصیت و یوری هریس که صداپیشگی شخصیت را بر عهده داشت، شکایت کرد. براندون جی. هافمن، وکیل حقوق و رسانه Odin، خاطرنشان کرد که دعوای PRN به دلیل زمان‌بندی شکایت با چالش‌هایی روبرو شد، زیرا محدودیت‌های مدارک یازدهم برای نقض حق چاپ سه سال است. این شکایت تقریباً ۱۵ سال پس از انتشار بازی ثبت شد. هافمن اضافه کرد که Take-Two همچنین می‌تواند ادعای تقلید یا تسویه حساب کند، اما در ابتدا بعید به نظر می‌رسد که این کار را انجام دهد.
در یکی از ایستراگ‌های این بازی ویدئویی تصویر رونالد ریگان رئیس‌جمهور پیشین ایالات متحده و گروباچف رهبر شوروی بصورت مخفی در اسلحه فروشی مرکز شهر (Downtown Ammu-Nation)، گنجانده شده است.

## افسانه‌ها

### مکان‌ها

#### ساحل متروکه
ساحل متروکه در غربی‌ترین نقطه مرکز شهر معاون شهر واقع شده است که در طول کل منطقه و در اقیانوس بیرون می‌آید. به جز چند درخت نخل پراکنده، ساحل منزوی است که با توجه به آن عجیب است. برخلاف Vice Beach، یکی از پرجمعیت‌ترین مناطق بازی، این ساحل متروکه در کنار منطقه مرفه مرکز شهر قرار دارد. لازم است ذکر شود که ساحل شبیه یک باتلاق است و با توجه به باتلاق‌های واقعی فلوریدا پر از آن است، این ساحل ممکن است یکی باشد.
این منطقه به‌خاطر مجموعه وسیعی از دیدنی‌های افسانه‌ها به خوبی شناخته شده است. این یکی از اولین مکان‌هایی بود که شکارچیان افسانه‌های جدید برای اولین بار شاهد پدیده کشتی ارواح بودند. در بازی اتومبیل دزدی بزرگ:ماجراهای وایس سیتی یکی از مکان‌هایی است که بازیکن می‌تواند با تک تیرانداز روبرو شود. به دلیل عدم وجود تولید عابر پیاده، این ساحل به خاطر تعداد زیادی از مشاهده ارواح نیز مشهور است.
با این حال، مشهورترین افسانه در ساحل متروکه هیولای دریایی است. معمول است که بازیکنان در حالی که در منطقه هستند، اشیاء عجیب و غریب در آب را گزارش می‌دهند. هیولای دریایی بر اساس شایعات می‌تواند بازیکن را بکشد، اما این احتمالاً یک خطای کاربر از قدم گذاشتن بیش از حد به عمق آب است. شاهدان همچنین می‌گویند که قایق‌ها و هواپیماهای کم پرواز به دلیل آب و هوای نامناسب در نزدیکی ساحل می‌توانند واژگون شوند یا آسیب ببینند.

#### خانه‌های ییلاقی متروکه
خانه‌های ییلاقی رها شده در اعماق اقیانوس در جنوب شهر وایس سیتی واقع شده‌اند. خود این مکان شامل سه خانه پایه متوسط است که یکی از آنها تخریب شده است. این منطقه غیرعادی است، و بازیکنانی که در مورد آن تحقیق می‌کنند، تعداد بی‌شماری از مشاهده‌های مربوط به هیولاهای دریایی وایس سیتی، مانند کوسه مگالودون و هیولای دریایی را داشته‌اند. خود خانه‌های ییلاقی نه چندان دور از کشتی باری غرق شده Libertine Lines قرار دارند. علت تخریب سومین خانه ییلاقی ناشناخته است، اما احتمالاً یک موجود دریایی بوده است. با این حال، ممکن است این فقط یک انتخاب طراحی توسط راک استار بوده باشد، زیرا این منطقه همچنین به عنوان یک بدلکاری منحصر به فرد و مکان بسته پنهان عمل می‌کند.
از قضا، آنها بر روی گروهی از خانه‌های چوبی ساخته شده‌اند که در یک مایلی جنوب کیپ فلوریدا در سواحل شنی دریچه ایمنی، در لبه خلیج بیسکاین در شهرستان میامی-دید، فلوریدا، معروف به استیلتس ویل، قرار دارند. با کمال تعجب، این مکان همچنین با داستان‌های محلی و دیدنی‌های ماوراء طبیعی پیوند خورده است. آنها در طول تاریخ خود توسط طوفان‌های خشن نابود شدند.

#### املاک خصوصی متروکه
املاک خصوصی متروکه نام یک ساختمان خصوصی متروکه در جزیره پراون است که روی تابلوی فروشگاه آن عبارت «ملک خصوصی» نوشته شده است. عجیب است که ویترین فروشگاه دیگری روی آن نشان می‌دهد که این ساختمان زمانی در این منطقه شراب و مشروبات الکلی می‌فروخت، اما ملک عظیم به دلایل مشخص و نامشخصی متروکه شد و به شکارچیان افسانه اجازه داد تا در مورد چیزهای ماوراء طبیعی فکر کنند.
مشاهدات عجیبی کشف شده است که مربوط به یک در آسیب دیده است که فقط در فایل‌های داخلی ملک دیده می‌شود، اما در حین بازی قابل مشاهده نیست و بازیکنان را به این واقعیت وامی‌دارد که ساختمان خالی از سکنه شده است یا زمانی به داخل آن شکسته شده است. با این حال، این ساختمان به‌طور کلی یک معمای جزیره میگو است که هنوز حل نشده است. شایعات جف قاتل نیز در همان کوچه بین کافه اسپانیایی رها شده و ساختمان در کوچه جزیره میگو جعلی بود.

#### کافه متروکه اسپانیایی
کافه اسپانیایی رها شده یک کافه تریا در جزیره پراون است که به دلایل نامعلومی بسته شد. این کافه درست در کوچه جزیره Prawn واقع شده است. تا زمانی که بازیکنان آگهی‌های پاره‌شده روی آن را نخواندند و متنی را به زبان اسپانیایی با آرم کافه تریا خواندند، کشف نشد. با این حال، متن کلی بسیار مبهم بود و نام آن را برای عموم پنهان می‌کرد، اما جستجوی فایل‌های داخلی نشان داد که بافت‌ها و فایل‌های ساختمان در واقع «کافه» نام داشته‌اند.
شایعه شده است که جف قاتل نیز در کنار کافه ظاهر می‌شود، اما اشتباه بودن این شایعات ثابت شد. با این حال، هدف از ساختمان متروکه، خود یک افسانه گیج کننده بود، تا زمانی که جستجوی فایل‌های داخلی به حل این معما کمک کرد.

#### پارک متروکه
پارک رها شده در جزیره پراون، یک مکان افسانه ای شناخته شده قرار دارد. این پارک همچنین یک منطقه بازی شناخته شده برای کودکان است. این احتمال وجود دارد که کودکان قرار بود توسط راک استار توسعه یابد، اما این برنامه‌ها به زودی لغو شدند. این پارک دارای چندین تابلو است که به کودکان و سگ‌ها اشاره دارد. روی یکی از پوسترهای پارک نوشته شده است: «کودکان در بازی احتیاط کنند». علامت دیگری به جریمه برای مهار سگ اشاره می‌کند. بازیکنان زیادی قاتل اره برقی را در پارک دیده‌اند، اما این ادعاها نتیجه تغییراتی است. هتل فرضی ماوراء الطبیعه میلیگان نیز به پارک متصل است. شایعه شده است که سگ‌های جهنمی به دلیل اشاره به جانوران از قلمروهای تاریک در پارک محافظت می‌کنند، افسانه ای که طبق دیدگاه فنی نادرست است.
واقعیت عجیب دیگری را می‌توان از فایل‌های داخلی بازی مشاهده کرد. بافت‌های این پارک به نام Bow_church_dirt_to_grass_cnr_l نامگذاری شده است که عجیب است زیرا هیچ کلیسایی در مجاورت پارک یافت نمی‌شود. با این حال، ممکن است این فقط یک نام فایل فنی باشد.

#### اقیانوس ابیسال
ظاهراً اقیانوس ابیسال در سواحل شرقی واقع شده است. گروه خاصی از شکارچیان افسانه‌های قدیمی و نویسندگان فن تخیلی در مورد معقول بودن وجود سرزمین خاصی از قبل هشدار داده‌اند. با این حال، این ادعاها صرفاً اظهارات و رؤیت‌های غیرمعمول هستند.
اقیانوس به عنوان محل اقامت هیولاهای دریایی افسانه ای، به ویژه پلسیوسورهای منقرض شده، گودزیلا و کراکن تعریف شده است. بازیکنان که با مشاهدات ملوان گذشته آشنا هستند، تجربه خود را شرح داده‌اند. گزارش‌هایی در مورد ماهیت تهاجمی این موجودات منتشر شده است، همان‌طور که بازیکنان اعلام کرده‌اند که در منطقه حرکت کرده‌اند.
با این حال، پرواز بسیار دور تا اقیانوس و رسیدن به محدودیت‌های بازی، اقیانوس را به یک فضای خالی سیاه تبدیل می‌کند که شبیه یک اقیانوس پرتگاه است و نزدیک شدن به آن، بازی را بیشتر خراب می‌کند.
ساحل شرقی یک نقطه داغ برای دیدن کشتی‌های ارواح است. بازیکنان این نظریه را مطرح کرده‌اند که اقیانوس اَبیسال مدل‌های واقعی این کشتی‌های طیفی را نشان می‌دهد و بیان کرده‌اند که منشأ آنها را توصیف می‌کنند و این کشتی‌ها ثروت گمشده ملوان‌هایی هستند که زندگی آنها در هنگام مواجهه با این هیولاهای مرگبار به پایان رسید. علیرغم انبوهی از اظهارات و مشاهدات عجیب و غریب، موضوع فاقد هر نوع سند یا اثبات معتبری است. با این حال، این افسانه به عنوان یکی از موضوعات محوری در میان جامعه افسانه یکپارچه سازی با سیستم عامل باقی می‌ماند.

#### خانه کوچه
خانه کوچه خانه ای خاص در کوچه‌های کنار پارک وی ساحل اقیانوس است. یکی از ویژگی‌های منحصر به فرد آن شامل یک چاهک است که درست در مقابل خانه کوچه قرار دارد. این منهول دایره ای استاندارد یکی از دو منهول در منطقه Vice Beach است. منهول دیگر در کوچه ای در مجاورت خانه کوچه قرار دارد، به همان شکل و اندازه. این خانه کوچه همان بافت و طرح خانه شماره ۲۵۲ در قبرستان Funeraria Romero را دارد و به دلیل چاله، این نظریه مطرح شده است که ساکن خانه کوچه با استفاده از هر دو منهول مخفیانه به هائیتی کوچک می‌رود. بیشتر حدس زده می‌شود که ساکنین در حال ساختن وب خود در شهر هستند و این می‌تواند دلیل عملی رفتار غیرقابل توضیح او باشد. داستان کارمن وینستد نیز به خود چاه متصل بود.

#### کلبه عمه پولت
کلبه عمه پولت یک کلبه چوبی کوچک است که در قلب هائیتی کوچک قرار دارد و مرکز آیین وودوی هائیتی در شهر است.
این کلبه محل اقامت رهبر باند هائیتی، عمه پولت است. فضای داخلی برای بازیکن غیرقابل دسترس است، اما می‌توان آن را در صحنه‌های برش ماموریت‌های او مشاهده و مشاهده کرد.
در اتومبیل دزدی بزرگ: وایس سیتی، اینجا محل شروع ماموریت‌های عمه پولت بود. این کلبه ای است که او به تامی ورسیتی وظایف مختلفی داد تا به باند او در جنگ بین کوبایی‌ها کمک کند، با استفاده از آب جو به او. همچنین، هنگامی که تحقیقات انجام شد، یک زامبی وودو در کلبه پیدا شد.
اگر از نمای بیرونی کلبه مشاهده شود، کلبه کاملاً توخالی به نظر می‌رسد. کلبه عمه پولت کلبه تنهایی است که از بقیه خانه‌های همسایه آن قابل تشخیص است.
گاهی اوقات، کلبه ممکن است توسط رویدادی به نام The Darkness of Little Haiti خراب شود.

#### برج‌های آوری
علاوه بر اهمیت ساختاری، به یک مکان افسانه ای شناخته شده در بازی تبدیل شده است. یکی از این دو ساختمان به دلیل توطئه ای که آوری کارینگتون بازی کرد، خریداری شد تا محوری‌ترین منطقه در Vice Point را اشغال کند. علاوه بر این، این مکان مظنون به یک مکان قتل است، عمدتاً برای خاموش کردن صدای کارگران و معترضان علیه اقدامات غیرقانونی که آوری تمایل دارد دنبال کند. علاوه بر این، می‌توان از اشکالات خاصی سوء استفاده کرد که عابران پیاده تصادفی را قادر می‌سازد تا در داخل سایت ساخت و ساز ظاهر شوند و تصور یک روح را ایجاد کنند.

#### کلاب مالیبو
کلاب مالیبو در وایس پوینت قرار دارد و در حال حاضر مالک آن تامی ورسیتی است. این کلاب دارای چندین واقعیت عجیب است که موضوع افسانه‌های قدیمی است. به این دلیل که بازیکنان در آن ظاهر نمی‌شوند، آینه را اغلب آینه روح می‌نامند. این واقعیت همچنین به‌طور گسترده‌ای با افسانه دراکولا مرتبط است. ماسک هاکی جیسون با یک لباس نیز در باشگاه نگهداری می‌شود و این اولین ماسک هاکی است که در سری GTA ظاهر می‌شود. یکی از ورودی‌های دنیای ارواح نیز در داخل باشگاه قرار دارد.

#### پارکینگ مارینا
پارکینگ مارینا یک پارکینگ زیرزمینی است که در Ocean Bay Marina، درست روبروی اسکله ۲ واقع شده است. اگرچه در نگاه اول، این پارکینگ منزوی و ترسناک به نظر می‌رسد، اما طبق یک ویژگی فنی، پارکینگ هیچ ویژگی ندارد. اما درهای متعددی در پارکینگ وجود دارد که احتمالاً به معابر زیرزمینی منتهی می‌شوند. این درها به احتمال زیاد به اتاق‌هایی منتهی می‌شوند که برای تعمیر و نگهداری استفاده می‌شوند، در حالی که بقیه به وضوح به عنوان خروجی آتش‌نشانی هستند. در حالی که آسانسورها به ساختمان متصل به پارکینگ منتهی می‌شوند. این نظریه وجود دارد که توسعه دهندگان بازی ممکن است گذرگاه‌های زیرزمینی را از بازی حذف کرده باشند. برخی حدس می‌زنند که چراغ‌ها ممکن است بین سبز و قرمز تغییر کنند، اگرچه هدف اصلی چراغ‌ها فاش نشده است، ممکن است فقط چراغ‌های اضطراری باشند. اگر بازیکن درست قبل از شیب خروجی ایستاده باشد، یک نقص سطح آب را قادر می‌سازد تا فقط در آن منطقه خاص شناور شود. این تصور را ایجاد می‌کند که پارکینگ در حال آبگرفتگی است و پارکینگ را با حقایق منحصر به فرد و مبهم نشان می‌دهد. پارکینگ به خودی خود هیچ نقشی در داستان یا هیچ مأموریتی ندارد، اما حاوی یک بسته پنهان در یکی از گوشه‌ها است.

#### سیاه چال‌ها
سیاه چال‌ها زمانی وارد صحنه شکار افسانه شدند که چندین کاربر به عکس خاصی در اینترنت اشاره کردند که نشان می‌دهد تامی ورسیتی در سیاه چال ایستاده است که شامل یک فضای داخلی عجیب و غریب همراه با قبری با صلیب‌هایی در اطراف و داخل مقبره است. سپس این عکس در تصویر اصلی قرار گرفت و بازیکنان مدعی شدند که سیاه چال‌ها در نسخه جدید معرفی شده بازی وجود دارد، اما مدت کوتاهی پس از آن، مشخص شد که این تصویر بخشی از تغییرات ایجاد شده توسط یک کاربر خاص است، بنابراین تأیید می‌کند که راک‌استار چنین مکان‌هایی را در نسخه به روز شده بازی اضافه نکرده است.

#### آدام فرست
در سال ۱۹۹۲، آدام با ماروین تریل، مجری برنامه منطقه ۵۳، یک برنامه رادیویی که در مورد توطئه‌هایی که در سن آندریاس در حال وقوع بود، تماس گرفت. آدام فرست در طول مکالمه خود فاش می‌کند که در حین پرواز در اطراف Bone County، مردی عجیب را دید که مراسمی ناشناخته و عجیب را با یک Domestobot انجام می‌داد.
پس از تماس، ماروین احتمال معتبر بودن آن را کنار می‌گذارد و آدام را به طعنه می‌اندازد که درگیر کاری مانع‌تر است، زیرا او آن را بیشتر شبیه یک تماس شوخی توصیف می‌کند. ماروین تمام تلاشش را می‌کند تا این تماس را بی‌اعتبار کند، زیرا به احتمال زیاد، مرد پشت مراسم Domestobot خود ماروین تریل در تریلر خود در بیابان بود.
با این حال، شکارچیان افسانه، نظری کاملاً متفاوت دارند. به گفته آنها، تجربه فرست واقعی است و خود ماروین تریل را در رابطه با تئوری توطئه در مورد Domestobots و سایر فعالیت‌های مشابه متهم می‌کند.
با حمایت از ادعای خود، شکارچیان افسانه این رویداد را مطرح کردند، زمانی که مانوئل نظرات مشابهی را در وایس سیتی به اشتراک گذاشت، همراه با این واقعیت که مانوئل و آدام فرست هر دو بر روی یک پلت فرم رادیویی در وایس سیتی کار کرده‌اند، علی‌رغم داشتن ژانرهای مختلف نمایش.
علیرغم همه این تلاش‌ها، تظاهرات‌های بعدی نشان داد که آدام فرست در واقع به دلیل رفتارهای عجیب و غریب در اطراف پارک تریلر، در حال حفاری در ماروین تریل بوده است. این امکان‌پذیر است و به علاوه آشفتگی تریل در مورد تماس را توضیح می‌دهد. با این حال، شکارچیان افسانه راه خود را با بحث در مورد امکان آگاهی آدام فرست در مورد مکان دقیق تریلرهای مرکب ماروین تریل باز می‌کنند. شکاکان بر این باورند که آدام فرست احتمالاً از توضیحات رادیویی تریل دربارهٔ مکان می‌دانست و در واقع خودش آن را ندیده است. این بحث بسیاری از کاربران را در هیاهو رها کرده است.

#### پاگنده
پوسترهای فیلم متعددی در خارج از دیوارهای استودیو InterGlobal وجود دارد. بر روی یکی از پوسترها که تبلیغ فیلمی به نام جانور مودار از جهنم است، میمون غول پیکری شبیه به پاگنده وجود دارد. به نظر می‌رسد پوستر توسط منبعی ناشناس پاره شده است. شعار روی پوستر نوشته شده است: "از سر راه او برو - قبل از اینکه خیلی دیر شود!" این پوستر تنها اشاره قابل تصور به پاگنده در جی‌تی‌ای وایس سیتی است.

#### قصاب شیطان
در نسخه PS2 این بازی، تصویری از هیلاری بریس، که با نام قصاب شیطان نیز شناخته می‌شود، در قسمت نمایش Carnicero Romero نمایش داده می‌شود. اعضای بدن انسان به احتمال زیاد اشاره ای به هیلاری بریس است، زیرا او یکی از شخصیت‌های کمدی بی‌بی‌سی The League of Gentlemen بود، غذای مخفی او بسیار غیراخلاقی و مخفیانه نشان داده شده است و اکثر جمعیت شهر را کشته است. رها شدن خانه‌های استیگیان در مجاورت، همچنین با ساختمان همسایه ریورساید پاویلیون متصل می‌شود.
هیلاری در نمایش می‌گوید که سن او اقیانوس‌های زمان را در بر می‌گیرد، این می‌تواند اشاره دیگری به این باشد که او سال‌هاست در شهر فعالیت می‌کند و احتمالاً در یکی از خانه‌های هائیتی کوچک، دور از چشم عموم پنهان شده است. برخلاف پنهان کردن محصول او در نمایش، بازی به وضوح به این موضوع اشاره می‌کند که گوشت، اعضای بدن انسان است.

#### کوتوله‌ها
ارتفاع آنها ۲ تا ۳ فوت توصیف شده است که به راحتی از توجه چشم انسان فرار می‌کنند. گفته می‌شود که این کوتوله‌ها در کوچه‌ها دیده می‌شوند، زیرا تعدادی مکان مبهم در آنجا کشف شده است. تعدادی از درهای داخل این کوچه‌ها برای افرادی با قد حدود ۳ فوت، بسیار کمتر از میانگین قد انسان اندازه‌گیری شده‌اند. شکارچیان افسانه بر این باورند که این درها توسط یک جامعه کوتوله مخفی یا یک کوتوله منفرد استفاده می‌شود.
وجود درهای کوچک و مسیرهای پنهان در کوچه‌ها مطمئناً تصور یک ورودی کوتوله مخفی را القا می‌کند. با این حال، این افسانه کاملاً نادرست است.

#### واعظ بی خانمان
واعظ بی خانمان، عابر پیاده ای در وایس سیتی است که در مورد انجیل صحبت می‌کند و مکرراً از خداوند یاد می‌کند، تارناسیون (معرفی لعن) و آیه ای غیرقابل توضیح در دیالوگ‌هایش.
او در خیابان‌های وایس سیتی پرسه می‌زند و شکارچیان افسانه تمایل دارند رد او را دنبال کنند تا اطلاعات بیشتری در مورد مذهب در وایس سیتی پیدا کنند. او همچنین می‌گوید، گاوین، سر گاواین و شوالیه سبز شعری است که با میز گرد شاه آرتور مرتبط است. گفته می‌شود که واعظ در دیالوگ‌های خود به شعر اشاره می‌کند.
واعظ بی خانمان، به دلیل ویژگی‌های مبهم خود، جایگاه منحصر به فردی را در میان جامعه شکار افسانه‌ها به دست آورده است. تشخیص لهجه او دشوار است، اما بازیکنان همچنان تلاش می‌کنند تا فیلمنامه کامل را بنویسند.